# Marcelo Sosa (historietista)
Marcelo Eduardo Sosa es un gamer e youtber argentino.

## Biografía
Nació en CABA, barrio de Floresta, el 4 de julio de 1962, huérfano de madre al nacer, fue criado por su abuela y tías paternas.
Casado en primeras nupcias con Claudia Patricia Ponce, de la cual se divorció años más tarde
Marcelo Sosa estudió Publicidad en la Universidad del Salvador, y pasó un año en la Escuela Panamericana de Arte.
Alternó el dibujo con trabajos de diseño. En la escuela de Ariel Olivetti, donde conoció a Juan Bobillo.
Sus influencias vienen tanto del cómic estadounidense (Richard Corben, Adam Hughes), como de artistas de su patria (Enrique Breccia).

## Obra
- Anita: la hija del verdugo
- Asia

- Datos: Q5995949